# Erriapus (Mythologie)
Erriapus oder Erriapo ist der Name einer gallischen Gottheit. Er findet sich auf einigen Weiheinschriften aus Saint-Béat (Lugdunum Convenarum, römische Provinz Gallia Aquitania) im Südwesten Galliens. Seine Darstellung als (gehörnter) Kopf, der aus einer Blätterkrone herausschaut, deutet auf eine Verbindung mit Bäumen hin (siehe auch Silvanus). Nach der Interpretatio Romana wird er allerdings eher mit Mercurius gleichgesetzt.
Der im November 2000 neu entdeckte Saturn-Mond Erriapus wurde nach dieser Gottheit benannt.

## Weiheinschriften
- - AE 1982, 700 D(eo) Erriape Tauria/nus et Andustinus / et Taurianus lapid/em post an(nos) III depo//sueru/nt / v(otum) s(olverunt) l(ibentes) m(erito) 
  - AE 1949, 123 Deo Eriapo Bambi/olus et Montan/[us v(otum) s(olverunt)] l(ibentes) m(erito) 
  - AE 1949, 125 Deo / Erriape / <F=E>austina / v(otum) s(olvit) l(ibens) m(erito) 
  - AE 1951, 236 Deo Erriapo / Anicianus / v(otum) s(olvit) l(ibens) m(erito) 
  - AE 1949, 119 Deo Erri/appo P(ublius?) Nuce() pr/o sal(ute) Na/vigi / v(otum) s(olvit) l(ibens) m(erito) 
  - AE 1949, 127 Prim(us) / [Sem]bedo(nis) / ser(vus) Err[iapo] / v(otum) s(olvit) l(ibens) m(erito) 
  - AE 1949, 117 Borsus / Eutici f(ilius) / Erriap(o) / v(otum) s(olvit) l(ibens) m(erito) 
  - AE 1949, 124 Erriape / deo / Tauricus / Taurini f(ilius) / v(otum) s(olvit) l(ibens) m(erito) 
  - AE 1951, 235 [In]genua / [Se]mbeon/[is f(ilia)] Erriapo / [v(otum)] s(olvit) l(ibens) m(erito) 
  - AE 1949, 126 Erriapo / deo / Gomfera/ni posue/runt v(otum) s(olverunt) l(ibentes) m(erito) 
  - AE 1949, 115 Erriappo / v(otum) s(olvit) l(ibens) m(erito) / [In]genu(u)s / Spuri <f=E>(ilius) 
  - AE 1949, 120 Erriappo / deo / Q(uintus) Fufius / Specta/tus